# Lucia Castello Branco

## Estudos
Formou-se em Letras pela Universidade Federal de Minas Gerais em 1978, realizou um mestrado em Literatura Luso Brasileira na Indiana University em 1981 e doutorado em Estudos Literários pela Universidade Federal de Minas Gerais em 1990. Realizou três pós-doutorados (Universidade Nova de Lisboa, University of California e Universidade Federal do Rio de Janeiro), em Literatura Comparada e em Teorias Psicanalíticas, e um estágio sênior, na Emory University sob a supervisão de Shoshana Felman. 

## Professora
É Professora Titular em Estudos Literários pela Faculdade de Letras da Universidade Federal de Minas Gerais e pesquisadora do Conselho Nacional de Pesquisa, desde 1991. Em 2011, foi a responsável pelo convite feito à cantora Maria Bethânia para a vinda à UFMG, dentro do projeto “Sentimentos do Mundo”, coordenado então pela professora Patrícia Kauark. Em 2015, foi a responsável pelo convite feito à poeta e cineasta Safaa Fathy para vinda à UFMG, para o II Encontro UFMG-ICORN.  Em 2016, foi responsável pelo convite feito à escritora e psicanalista Catherine Millot para proferir a palestra de abertura no Seminário Pensar a literatura Incomparável, na Faculdade de Letras da UFMG. Coordenou, de 1998 a 2002, o convênio entre a Faculdade de Letras da UFMG e o Departamento de Filosofia da Universidade de Paris 8. Atualmente é docente-parceira no convênio entre a UFMG e o ICORN, que inaugura, no Brasil e na América do Sul, a primeira casa-refúgio para escritores em risco, com a vinda do escritor congolês Félix Kaputu. É membro da CABRA – Casas Brasileiras de Refúgio. 

## Principais obras (seleccionadas)
Livros:
É autora de diversos títulos, dentre romances, contos, literatura infanto-juvenil e ensaios, nas áreas de literatura e psicanálise. Dentre estes, destacam-se: 
- 2016 - Nenhum orvalho sobre a cidade
- 2015 - Maria Lua da minha escuridão [5]
- 2013 - Preces para a amiga submersa
- 2013 - O menino e a lágrima de Vênus [6]
- 2011 - Chão de Letras [7]
- 2007 - Nick Cão: o fim
- 2006 - O amor não vazará meus olhos
- 2005 - A mendiga
- 2004 - Contos de amor e não [2]
- 2004 - A menina e a bolsa da menina
- 1997 - A Falta [8]
- 1991 - O que é escrita feminina
- 1985 - Eros trasvestido : um estudo do erotismo no realismo burguês brasileiro [9]

Filmografia
Possui também experiência na área do cinema, tendo dirigido os documentários: 
- Lingua de Brincar, sobre Manoel de Barros [11][12]
- Redemoinho-Poema, sobre Maria Gabriela Llansol [13]